# Lekha Shehani
Dona Lekha Shehani Handunkuttihettige (* 30. Januar 1993) ist eine sri-lankische Badmintonspielerin. 

## Karriere
Lekha Shehani wurde 2013 erstmals nationale Meisterin in Sri Lanka. 2010 hatte sie bereits an den Olympischen Jugend-Sommerspielen teilgenommen. Bei den Südasienspielen des gleichen Jahres gewann sie Bronze mit dem Team. 2011 startete sie bei den Badminton-Juniorenweltmeisterschaften, ein Jahr später im Uber Cup. 2016 siegte sie bei den Ivory Coast International.